# Dmitri Koldun

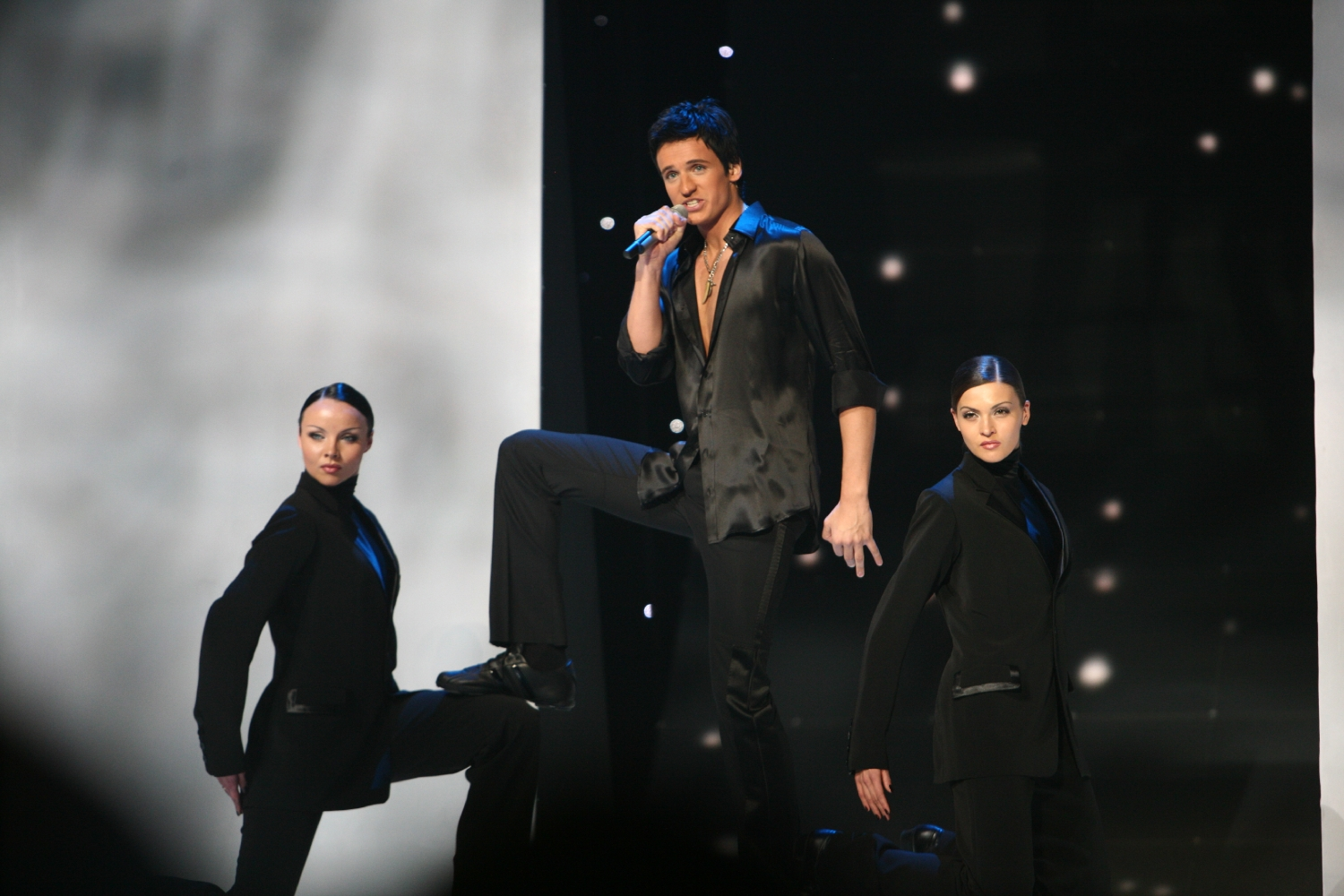
Dmitri Koldun cantando no Eurovision 2007.

Dmitri Koldun, em bielorrusso Дзмітры Калдун, (Minsk, 11 de junho de 1985) é um cantor pop bielorrusso. Foi um dos finalistas do Festival Eurovisão da Canção 2007 com a canção Work Your Magic. Também é conhecido pelo nome artístico de Dmitri Koldun.